# اژدهای لاتین
اژدهای لاتین (به انگلیسی: Latin Dragon) فیلمی اکشن - ماجراجویی تولید سال ۲۰۰۴ میلادی است که با بازیگران فابیان کاریلو، گری بیسی و لورنزو لاماس و به کارگردانی اسکات توماس ساخته شده‌است. فیلم‌نامه آن با همکاری جیمز بکت، فابیان کارلیو و اسکات توماس نوشته شده‌است.

## داستان فیلم
شهر در جرم و جنایت غرق شده و یک قهرمان بزرگ و تنها به کمک شهر می‌آید. (کسی مانند شین، بیلی جک، جیمز باند)
او از یک جنگ جان سالم به در برده و اکنون به عنوان مأمور مخفی در خدمت دولت است. بزرگترین دشمنان او باندهای خیابانی که محله او را به دست گرفته‌اند می‌باشند. سیلوا که تمایلی به قواعد تعیین شده توسط مجرمان ندارد، استفاده از اسلحه را کنار می‌گذارد و تصمیم می‌گیرد با قدرت مشت، روح و اراده خود با اراذل و اوباش نبرد کند و خود را به یک ابرقهرمان واقعی و مدرن تبدیل کند. این فیلم اولین قهرمان اکشن رزمی اسپانیایی را به شما معرفی می‌نماید.

## پیوند به خارج
- وبگاه رسمی
- اژدهای لاتین در بانک اطلاعات اینترنتی فیلم‌ها (IMDb)
- اژدهای لاتین در راتن تومیتوز
- اژدهای لاتین در آل‌مووی